# Лунд, Иоганн Людвиг
Иоганн Людвиг Гебхард Лунд (дат. Johann Ludwig Gebhard Lund; 16 октября 1777[…], Киль, Гольштейн-Глюкштадт — 3 марта 1867, Копенгаген) — датский и немецкий художник, мастер исторической живописи и портретист.

## Биография
Родился в семье живописца Ганса Гиверта Лунда (1740—1790) и его супруги Марии магдалены Кристины Бремер, отец семейства происходил из Копенгагена. Первые уроки живописи Иоганн Людвиг получил от своего отца. Затем поступает в датскую Королевскую академию изящных искусств в Копенгагене, где занимается в 1797—1799 годы в классе у Николая Абрахама Абильгарда. В академии Лунд знакомится с молодым Каспаром Давидом Фридрихом, в будущем — классиком немецкой живописи, и между художниками завязываются дружеские отношения. Здесь же, в Копенгагене, он знакомится с немецкой поэтессой Фредерикой Брун, ставшей на долгие годы его музой, неоднократно побеждает на художественных конкурсах, проводимых в академии, и удостаивается наград — малой серебряной медали в 1798 году и большой серебряной — в 1799 году. В конце 1799 года, получив учебную стипендию, уезжает в Дрезден к К. Д. Фридриху. В 1800—1802 годы художник живёт в Париже, работает в мастерской Жака-Луи Давида и продолжает своё обучение в Высшей школе живописи (École nationale supérieure des beaux-arts de Paris).
В июне 1802 года Лунд через Швейцарию приезжает в Рим, где вновь встречает Фредерику Брюн, которая вводит его в круг художников, вокруг Вильгельма и Каролины фон Гумбольдт. В этой среде Лунд особенно сближается со скульптором Кристианом Раухом, с которым затем поддерживает отношения многие годы. Лунд жил в Риме в Палаццо Галоппи (Palazzo Galoppi) и, наряду с живописцами Йозефом Антоном Кохом и Иоганном Кристианом Рейнхартом, был одним из наиболее значимых мастеров немецкой художественной колонии в Риме.
В 1810 году Лунд вместе с Фредерикой Брюн и её дочерью Идой возвращается в Копенгаген и подаёт прошение о преподавательском месте в академии как преемник Абильгарда. В 1814 году он становится членом Королевской копенгагенской академии. В 1816 году он, по приглашению Христиана Карла фон Бундсена, назначенного прусским послом в Риме, опять приезжает в Италию. Здесь Лунд присоединяется к группе немецких живописцев вокруг Фридриха Овербека, так называемых назарейцев. Вместе с ними он участвует в организованной немецкими живописцами выставке в палаццо Каффарелли. В 1819 году Лунд возвращается в Копенгаген, и здесь вместе в художником Кристофером Вильгельмом Экерсбергом, удостаивается звания профессора академии.
В декабре 1820 года И. Л. Лунд вступает в брак с Августой Лоренц, дочерью органиста Иохана Хенрика Лоренца.
Как художник Иоганн Людвиг Лунд занимался в первую очередь темами исторической и мифологической. Под влиянием классицизма Ж.-Л.Давида он начинает в 1803 году крупноформатное полотно «Илиада», над которым работает больше трёх лет. При транспортировке готовой уже картины в Копенгаген морем в 1807 году корабль подвергся нападению британского военного судна, после чего картина оказалась утеряна. Лунд не стал повторять труд над «Илиадой», но написал новое полотно на гомеровскую тему: «Андромаха с сыном у гробницы Гектора».
Во время своего своего пребывания в Риме в 1816—1819 годы у Лунда происходит резкое изменение его художественного стиля, поворот от прежнего французского классицизма к романтической живописи немецких назарейцев. Он увлекается религиозной темой, создаёт многочисленные картины для датских церквей. Одной из лучших его работ является крупноформатная, состоящая из пяти частей панорама для аудиенц-зала королевского дворца Христианборг, посвящённая истории развития религии в Дании, от языческих времён и до провендения в этой стране Реформации. Художник писал также пейзажи и портреты. Своими романтическими, несколько идеализированными изображениями природы Лунд являл собой противоположность другому классику живописи «золотого века датского искусства» — сурового реалиста Экерсберга.

## Галерея
- Воскресение Христово, алтарная картина церкви Святого Петра, Копенгаген (1819).
- Мартин Лютер.
- Итальянский пейзаж.
- Портрет Софии Орстед (ок. 1810).